# آلیس شامپانی
آلیس شامپانی (انگلیسی: Alice of Champagne; ح. 1193 – 1246)، دختر هنری شامپانی و ملکه ایزابلا اول اورشلیم که بعدها ملکه قبرس و نایب‌السلطنه اورشلیم شد.
وی در سال ۱۲۰۸، با پادشاه سیزده‌ساله قبرس، هوگ اول ازدواج کرد. پس از مرگ هوگ در سال ۱۲۱۸، قبرس را به مقصد شام ترک گفت و مدت‌ها در این سرزمین نزد عموهای خود زندگی کرد. پس از حضور کنراد در اورشلیم، در سال ۱۲۴۳ به‌عنوان پادشاه این شهر، نجبا و بارون‌ها، آلیس را به‌عنوان نایب‌السلطنه وی انتخاب کردند. او سه سال با عنوان بانوی اورشلیم بر این شهر حکومت کرد. پس از مرگ وی در سال ۱۲۴۶، فرزندش هنری اول با حفظ قدرت به‌عنوان پادشاه قبرس، به جانشینی او برگزیده شد.